# Joanne Whalley
Joanne Whalley (Salford, 25 augustus 1964) is een Britse actrice en zangeres.
Op de Britse televisie kwam haar doorbraak met de series Edge of Darkness uit 1985 en Dennis Potters The Singing Detective uit 1986. Nadien volgden onder meer de langspeelfilms Willow, Scandal, Kill Me Again, Shattered, Trial by Jury en The Man Who Knew Too Little. In 2011 kreeg ze een hoofdrol met de vertolking van de rol van Vannozza dei Cattanei in de serie The Borgias.
Als zangeres zong ze in het begin van de jaren tachtig eerst bij The Slowguns, later bij de popgroep Cindy & The Saffrons.
Whalley was van 1988 tot 1996 gehuwd met de Amerikaanse acteur Val Kilmer die ze leerde kennen tijdens de opnames van Willow en met wie ze twee kinderen heeft: een dochter, Mercedes, geboren in 1992 en een zoon, Jack, geboren in 1995. 

## Selectie films en series
- 1984: A Christmas Carol
- 1985: Edge of Darkness
- 1986: The Singing Detective
- 1988: Willow
- 1989: Scandal
- 1989: Kill Me Again
- 1991: Shattered
- 1994: Trial by Jury
- 1997: The Man Who Knew Too Little
- 2011: The Borgias
- 2011: Gossip Girl
- 2018: Daredevil
- 2022-2023: Willow

- Bibsys: 99029553
- Biblioteca Nacional de España: XX1295940
- Bibliothèque nationale de France: cb14035785p (data)
- Gemeinsame Normdatei: 143213628
- International Standard Name Identifier: 0000 0001 1442 6553
- Library of Congress Control Number: n92116886
- Nationale Bibliotheek van Tsjechië: xx0145278
- Nationale Bibliotheek van Israël: 987007329882205171
- Nationale Bibliotheek van Polen: a0000002275749
- Nederlandse Thesaurus van Auteursnamen: 134768515
- SNAC: w6m9156n
- Système universitaire de documentation: 11716450X
- Virtual International Authority File: 42040416
- WorldCat: E39PBJpJjc8pr8BpTT3yd86xjC